# Celler Schule
Die Celler Schule wurde 1996 als „Förderseminar für Textschaffende in der Unterhaltungsmusik“ gegründet. Ziel ist es, herausragend talentierte, aber noch nicht arrivierte Textdichter durch die Vermittelung von Schreibtechniken und Kreativitätsmethoden handwerklich zu professionalisieren und ihnen Einblick in die Arbeitsweise und Anforderungen der Musikindustrie zu vermitteln.
Die Kurse wurden bis 2008 jährlich als zweiwöchige Masterclass in der niedersächsischen Stadt Celle veranstaltet. Nach der Schließung des dortigen Seminarhauses wurde als neuer Seminarort das Lutherheim in Springe ausgewählt. Die jährliche Ausschreibung ist für jeden offen. Es müssen Arbeitsproben eingereicht und Pflichtaufgaben erfüllt werden. Hieraus bestimmt eine Fachjury genreübergreifend die zehn Teilnehmenden aus den Bereichen Schlager, Volksmusik, Kabarett, Chanson, Rock, Popmusik und Kinderlied.
Das Seminar wurde mit Unterstützung des Deutschen Textdichterverbandes und dessen damaligem Präsidenten Hans Hee von der Autorin und Dozentin Edith Jeske ins Leben gerufen und wurde bis 2024 von ihr geleitet, seit 2002 gemeinsam mit Tobias Reitz, der nun mit einem ergänzten Team und an neuem Ort (BTO Barendorf) die Leitung weiterführt. Seit 2005 ist Rainer Bielfeldt festes Mitglied im Leitungsteam. Finanziert wird die Celler Schule von der GEMA-Stiftung sowie unterstützenden Zahlungen des Vereins Freundeskreis Celler Schule. Die Celler Schule ist das einzige Stipendium in Deutschland, das auch Songtexterinnen und Songtextern offensteht, die nicht selbst auf der Bühne stehen.
Bekannte Gastdozentinnen und Gastdozenten waren bisher Thomas Woitkewitsch, Pe Werner, Christian Bruhn, Hans Hee, Bastian Sick, Jürgen vom Scheidt, Willy Klüter, Burkhard Brozat, Peter Schindler und Frank Ramond, Tamara Olorga, Sera Finale, Nico Suave, Anna Depenbusch, Rolf Zuckowski und Sebastian Krämer; ferner hielten Mitarbeitende von Musikverlagen und andere Fachleute wie zum Beispiel Martin Wehrle Referate zu relevanten Themen des Berufslebens.